# Tatuus F4-T421
Tatuus F4-T421 — гоночный автомобиль с открытыми колёсами, используемый c 2022 года в чемпионатах классификации Формула-4: Бразильской, Британской, Испанской, Итальянской, формулой 4 из Объединённых Арабских Эмиратов и Центральноевропейской зоны. Так же данное шасси эксплуатируют: женская серия Академии F1 и Итальянская серия, проводящая гонки в межсезонье, Зимняя формульная серия. В сезоне 2022 года данное шасси также использовала ныне упразднённая Немецкая серия ADAC Формула-4.
Шасси болида было разработано и построено итальянским производителем Tatuus, для замены шасси предыдущего поколения Tatuus F4-T014. В зависимости от сезона и гоночной серии болид оснащен двигателем Autotecnica Motori и Abarth.

## История
В январе 2021 года было объявлено, что новый автомобиль будет разработан для дебюта в чемпионате класса Формула-4 в гонках F4 Объединённых Арабских Эмиратах с сезона 2022 года, в качестве преемника шасси предыдущего поколения Tatuus F4-T014, отличающегося появлением Хало и другими улучшенными функциями безопасности.
В течение 2021 года ещё несколько чемпионатов класса Формула-4 объявили о своем намерении использовать новый автомобиль в сезоне 2022 года: Итальянская F4, Британская, Испанская, Бразильская, Чешская ACCR Формула-4 ныне Формула-4 Центральноевропейской зоны и ныне упраздненная Немецкая ADAC F4.

## Технические характеристики Tatuus F4-T421
| Чемпионат                   | Примечание                                     |
| Действующие гоночные серии  | Действующие гоночные серии                     |
| --------------------------- | ---------------------------------------------- |
| Академия F1                 | Харектеристики болидов Академии F1             |
| Бразильская Формула-4       | Харектеристики болидов Бразильской Формулы-4   |
| Британская Формула-4        | Харектеристики болидов Британской Формулы-4    |
| Зимняя формульная серия     | Харектеристики болидов Зимней формульной серии |
| Испанская Формула-4         | Харектеристики болидов Испанской Формулы-4     |
| Итальянская Формула-4       | Харектеристики болидов Итальянской Формулы-4   |
| Формула-4 ОАЭ               | Харектеристики болидов Формула-4 ОАЭ           |
| Формула-4 ЦЕЗ               | Харектеристики болидов Формулы-4 ЦЕЗ           |
| Упраздненные гоночные серии |                                                |
| ADAC Формула-4              | Харектеристики болидов ADAC Формулы-4          |

## Чемпионаты использующие болид
| Год начало использования | Регион проведения чемпионата      | Чемпионат                               | Первый сезон использования | Источник          |
| Действующие серии        | Действующие серии                 | Действующие серии                       | Действующие серии          | Действующие серии |
| ------------------------ | --------------------------------- | --------------------------------------- | -------------------------- | ----------------- |
| 2022                     | Бразилия                          | Бразильская Формула-4                   | 2022                       | [ 1 ]             |
| 2022                     | Великобритания                    | Британская Формула-4                    | 2022                       | [ 2 ]             |
| 2022                     | Испания                           | Испанская Формула-4                     | 2022                       | [ 3 ]             |
| 2022                     | Италия                            | Итальянская Формула-4                   | 2022                       | [ 4 ]             |
| 2022                     | ОАЭ                               | Формула-4 Объединённые Арабские Эмираты | 2022                       | [ 5 ]             |
| 2023                     | Испания                           | Зимняя формульная серия                 | 2023                       | [ 8 ]             |
| 2023                     | Австрия, Венгрия, Словакия, Чехия | Формула-4 Центральноевропейская зона    | 2023                       | [ 6 ]             |
| 2023                     | Международная                     | Академия F1                             | 2023                       | [ 7 ]             |
| Упраздненные серии       |                                   |                                         |                            |                   |
| 2022                     | Германия                          | ADAC Формула-4                          | 2022                       | [ 9 ]             |
| Источник:                |                                   |                                         |                            |                   |